# Бхилаи
Бхила́и (хинди भिलाई, Bhilāī англ. Bhilai, Bhilainagar, Bhilai Nagar; Бхилаинага́р) — второй по размеру город в индийском штате Чхаттисгарх. Город находится западнее столицы штата Райпур на железной дороге Хаура — Мумбаи.

## Демография
На 2001 год население города составляло 1 064 077 человек, 51,28 % мужчин и 48,72 % женщин. Уровень грамотности равен 87,02 %, выше, чем средний национальный уровень; грамотность среди мужчин составляет 93,12 %, среди женщин 80,62 %. 10,99 % населения — дети до 6 лет.

## Экономика
Экономика города зависит от Бхилайского сталеплавильного завода, одного из крупнейших в мире.

## Транспорт
Дургская железнодорожная линия соединяет город с другими, Райпурский аэропорт находится на расстоянии 40 км. Жители города ездят на своих автомобилях или на наёмных авторикшах.

## Образование
Бхилаи известен хорошим средним образованием, готовит инженеров и врачей.